# Фронт национального освобождения (Алжир)
Фронт национального освобождения (фр. Front de libération nationale, FLN; араб. جبهة التحرير الوطني‎, Jabhat al-Taḩrīr al-Waţanī) — левая политическая партия в Алжире. В годы Войны за независимость (1954—1962) ФНО возглавлял национально-радикальное движение арабского населения страны против французского владычества и позднее длительное время являлась единственной разрешённой партией.

## История
Фронт национального освобождения был создан 1 ноября 1954 года, в результате слияния нескольких мелких политических группировок как общенациональная организация, возглавившая вооружённую борьбу за независимость Алжира от Франции. В него входили представители всех социальных групп страны, включая часть национальной буржуазии и феодальных элементов. Первым документом ФНО была Декларация от 1 ноября 1954.
ФНО создал свою военную организацию — Армию национального освобождения. ФНО имел свою агентуру среди алжирской диаспоры во Франции.

20 августа 1955 года в пригороде Константины, шахтёрском посёлке Эль-Халия, где проживало 130 европейцев и 2000 алжирских мусульман, боевиками ФНО было совершено нападение, вдохновителем и организатором резни был полевой командир ФНО Юсеф Зихуд (1921—1956). Незадолго до полудня 4 отряда по 15-20 боевиков-феллахов, поддержанные частью местных арабов, вступили в посёлок, врываясь в дома европейцев. 92 человека, включая десятерых детей, были убиты. В русском эмигрантском журнале «Часовой» приводится такой факт: 
Группа алжирцев, ворвавшись во французский дом, убивает топором парализованного старика, разрывает на клочки 11-летнюю девочку и пятимесячного ребёнка!
Некоторым европейцам всё же удалось спрятаться, а шесть семей, имевших оружие, забаррикадировали свои дома и, отстреливаясь от наседавших врагов, дождались прибытия французских парашютистов.
Не следует думать, что резня в Эль-Халии явилась личной инициативой Юсефа Зихуда, ибо вскоре после кровавых событий, 25 сентября 1955 года, командование ФНО обнародовало очередной антифранцузский манифест.
К 1956 году ФНО объединил практически все соперничавшие между собой националистические группировки Алжира. Первая программа ФНО, принятая на съезде в августе 1956 года, выдвинула в качестве основных задач достижение Алжиром независимости, создание демократической республики, проведение аграрной реформы, национализацию крупных средств производства. На съезде был создан высший орган ФНО — Национальный совет алжирской революции. В 1956 году редактором печатного издания ФНО — газеты «Воин» («El Moudjahid») — становится марксистский теоретик Франц Фанон, темнокожий выходец с Мартиники. В дальнейшем Фанон становится главным идеологом движения.
В сентябре 1958 года ФНО сформировал Временное правительство Алжирской Республики.
На сессии Национального совета алжирской революции в Триполи (Ливия), состоявшейся в июне 1962 года, после окончания национально-освободительной войны и подписания соглашения о прекращении огня между ФНО и правительством Франции (Эвианские соглашения), была принята программа, предусматривавшая переход к народно-демократической революции, построение государства на основе социалистических принципов, осуществление аграрной реформы, национализацию полезных ископаемых, транспорта, банков и внешней торговли, индустриализацию страны. В программе была поставлена задача преобразования ФНО в политическую партию.
Одним из последних преступлений ФНО стала Оранская резня. Вскоре после Эвианских соглашений, утром 5 июля 1962 года 7 катиб (вооружённых отрядов) ФНО вступили в портовый город Оран и в течение нескольких часов убивали европейцев (многие были подвергнуты пыткам). Французская жандармерия получила из Парижа приказ «не двигаться», — но, в конце концов, всё же, вмешалась и остановила резню. Количество жертв оценивается в 3500 мужчин, женщин и детей. В скором времени большинство проживавших в Оране европейцев и евреев бежало во Францию. Часть евреев уехала в Израиль. Оранцы испанского происхождения переехали в Испанию, в провинцию Аликанте.
Вскоре после этого произошёл раскол внутри ФНО, при этом верх взяли сторонники радикальных революционных преобразований, которым при поддержке Армии национального освобождения удалось взять власть в свои руки и образовать правительство Алжирской Народной Демократической Республики (сентябрь 1962). ФНО стал правящей, а позднее — единственной разрешённой в стране политической организацией.
Было создано Политбюро ФНО, в которое вошли Ахмед Бен Белла, полковник Хуари Бумедьен и Мухаммад Хидр. Ахмед Бен Белла в 1963 году возглавил правительство.
В 1964 году на базе ФНО была создана партия. Первый (учредительный) съезд партии состоялся 16—21 апреля 1964 года в городе Алжир. Съезд принял программу — так называемую Алжирскую хартию, — в которой указывалось, что Алжир избирает социалистический путь развития. Съезд установил, что партия должна состоять преимущественно из крестьян и рабочих.
С 19 июня 1965 года ФНО в результате переворота возглавил Революционный совет Алжирской Народной Демократической Республики под председательством Хуари Бумедьена. Бумедьен до самой смерти держал под жёстким контролем ситуацию в партии и стране. После его смерти (1978) партия реформировалась, приняв свой нынешний вид.
На референдуме 27 июня 1976 года была принята новая Национальная хартия (поддержанная 98,5 % голосовавших), в которой формулировались две основные задачи для страны: укрепление национальной независимости и построение общества, свободного от эксплуатации. Средствами решения первой задачи объявлялись развитие институтов алжирского государства, подъём экономики (прежде всего путём развития сельского хозяйства) и внешнеполитический курс, в основе которого должны лежать принцип невмешательства и поддержка национально-освободительных движений. В отличие от хартии ФНО 1964 года, в которой бюрократия и государство подвергались критике, в Национальной хартии 1976 года подчёркивалось значение госсектора в экономике, роль государства в индустриализации и модернизации сельского хозяйства, отражении внешнеполитических угроз.
Построению общества, свободного от эксплуатации, согласно Хартии 1976 года, должны были служить отстранение от государственных постов людей, владеющих частной собственностью, связанной с эксплуатацией наёмного труда (как таковая частная собственность не запрещалась), обобществление средств производства и ликвидация неграмотности. ФНО объявлялся руководящим органом алжирской революции, под его контроль ставились все общественные организации. В Хартии особо подчёркивалась роль арабского языка (проблемы языка берберов (тамазигта) игнорировались) и ислама, провозглашённого государственной религией, в развитии алжирского общества. 
16 января 1986 года на референдуме была одобрена новая редакция хартии, в которую были внесены незначительные изменения (поддержана 98,4 % голосовавших).
ПФНО являлась единственной разрешённой партией вплоть до конца 1980-х, когда в Конституцию были внесены поправки, разрешающие многопартийную систему.
С 2020 года партию возглавляет генеральный секретарь Абу аль-Фахель Бааджи.

На парламентских выборах (2021) партия получила 208 мест в парламенте из 462. На выборах в 2017 — 164 места, на выборах в 2021 — 98 мест.